# فرهنگ گیل و دیلم
فرهنگ گیل و دیلم کتابی از محمود پاینده است که در سال ۱۳۶۶ منتشر و در مراسم کتاب سال جمهوری اسلامی ایران به‌عنوان کتاب برگزیده معرفی شد.